# Crossing Europe
Crossing Europe est un festival international du film qui se déroule à Linz, en Autriche.
Le festival se tient chaque année en avril depuis 2004 et se définit comme une plate-forme pour les jeunes cinéastes européens.

## Palmarès

### Prix du meilleur film de fiction
| Année | Réalisateur                             | Titre                                                           |
| ----- | --------------------------------------- | --------------------------------------------------------------- |
| 2004  | Leona S. Mitevska                       | Kako ubi svetec (Comment j'ai tué un saint)                     |
| 2005  | Isild Le Besco                          | Demi-tarif                                                      |
| 2006  | Isabelle Stever (de)                    | Gisela                                                          |
| 2007  | Pia Marais                              | Die Unerzogenen (The Unpolished)                                |
| 2008  | Isild Le Besco                          | Charly                                                          |
| 2009  | Mahmut Fazıl Coşkun                     | Wrong Rosary (en)                                               |
| 2010  | Zvonimir Jurić (en) et Goran Dević (en) | The Blacks (en)                                                 |
| 2011  | Lluís Galter (en) Pia Marais            | Caracremada (es) À l'âge d'Ellen                                |
| 2012  | Anna Sasnal et Wilhelm Sasnal (en)      | It Looks Pretty from a Distance (pl)                            |
| 2013  | Ektoras Lygizos                         | Boy Eating the Bird's Food                                      |
| 2014  | Thierry de Peretti Liliana Torres       | Les Apaches Family Tour                                         |
| 2015  | Ana Lungu Ivan Ikić (hr)                | Self-portrait of a Dutiful Daughter (ro) Barbarians (film) (sr) |
| 2016  | Visar Morina Rachel Lang                | Babai Baden Baden                                               |
| 2017  | Hana Jušić                              | Ne gledaj mi u pijat (Quit Staring at My Plate)                 |
| 2018  | Leonardo Mouramateus                    | Antonio one two three                                           |

### Prix du public
| Année | Réalisateur                 | Titre                                     |
| ----- | --------------------------- | ----------------------------------------- |
| 2006  | Sergej Stanojkovski         | Kontakt (en)                              |
| 2007  | Gérald Hustache-Mathieu     | Avril                                     |
| 2008  | Stefan Arsenijević          | Amour et autres crimes (en)               |
| 2009  | Alexis Dos Santos           | London Nights                             |
| 2010  | Séverine Cornamusaz         | Cœur animal                               |
| 2011  | Ágnes Kocsis                | Adrienn Pál                               |
| 2012  | Andrew Haigh                | Weekend                                   |
| 2013  | Marçal Forés                | Animals                                   |
| 2014  | Carlos Marqués-Marcet       | 10 000 km                                 |
| 2015  | Anatol Durbală (ro)         | Ce Lume Minunată (What a Wonderful World) |
| 2016  | Svetla Tsotsorkova          | Jajda (Thirst)                            |
| 2017  | Guðmundur Arnar Guðmundsson | Hjartasteinn (Heartstone)                 |
| 2018  | Iram Haq                    | Hva vil folk si (La Mauvaise Réputation)  |